# 100 років світової авіації та 70-річчя Національного авіаційного університету (монета)
«100 ро́ків світово́ї авіа́ції та 70-рі́ччя Націона́льного авіаці́йного університе́ту» — ювілейна монета номіналом 2 гривні, випущена Національним банком України. Присвячена 100-річчю світової авіації.
Мрія людини піднятися в повітря існувала протягом багатьох віків, але практично авіація лат. avis — птах) почала розвиватись лише у ХХ сторіччі. Першими на літак поставили двигун внутрішнього згоряння американські механіки брати Райт. 17 грудня 1903 року відбувся перший успішний політ їхнього літака. А вже наприкінці 30-х років з'явився реактивний двигун. І з того часу розвиток авіації відбувається дуже швидко.
Монету введено до обігу 22 серпня 2003 року. Вона належить до серії «Вищі навчальні заклади України».

## Опис та характеристики монети
| Номінал грн. | Метал      | Маса, грам | Діаметр, мм. | Якість виготовлення | Гурт     | Тираж, штук |
| ------------ | ---------- | ---------- | ------------ | ------------------- | -------- | ----------- |
| 2            | нейзильбер | 12,8       | 31           | звичайна            | рифлений | 30 000      |

### Аверс
На аверсі монети на тлі земної кулі розміщено композицію, що символізує динаміку повітряних сполучень, малий Державний Герб України та написи: «2 ГРИВНІ», «2003». Угорі праворуч півколом розміщено напис «УКРАЇНА», унизу - логотип Монетного двору Національного банку України.

### Реверс
На реверсі монети розміщено композицію, всередині якої — біплан братів Райт на тлі умовної деталі обшивки літака, яку прикрашає схематичний малюнок Леонардо да Вінчі. Ліворуч угорі півколом розміщено напис СВІТОВІЙ АВІАЦІЇ та напис праворуч у два рядки «100 РОКІВ». Унизу праворуч зображено будівлю, під якою півколом розміщено напис: «НАЦІОНАЛЬНИЙ АВІАЦІЙНИЙ УНІВЕРСИТЕТ».

## Автори

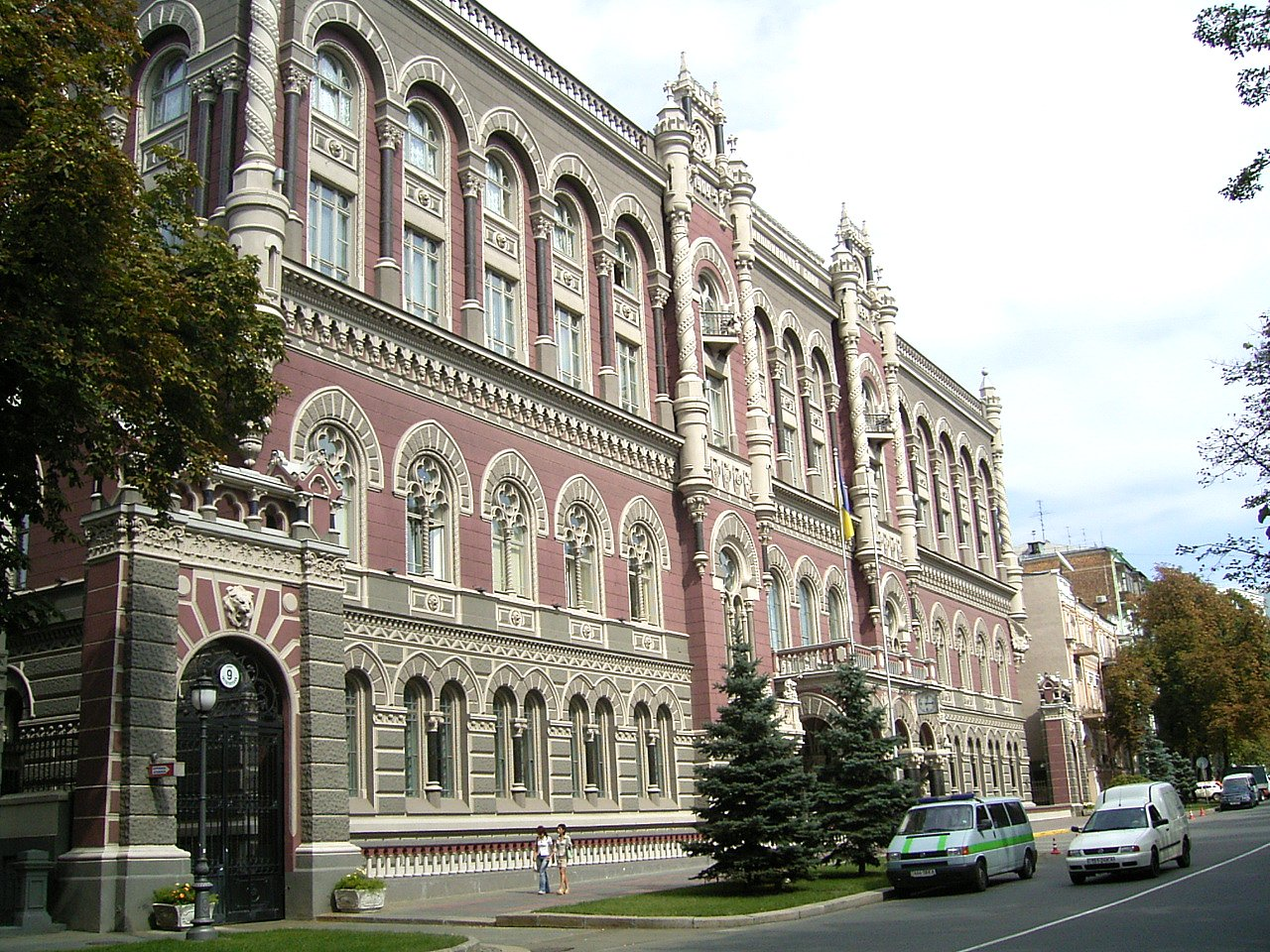
Будівля Національного банку України

- Художник — Бєляєв Сергій.
- Скульптор — Чайковський Роман.

## Вартість монети
Під час введення монети в обіг 2003 року, Національний банк України розповсюджував монету через свої філії за номінальною вартістю — 2 гривні.
Фактична приблизна вартість монети, з роками змінювалася так:
| Рік        | 2010 | 2011 | 2012 | 2013 | 2014 | 2015 | 2016 | 2017 | 2018 | 2019 | 2020 | 2021 | 2022 | 2023 | 2024 | 2025 |
| ---------- | ---- | ---- | ---- | ---- | ---- | ---- | ---- | ---- | ---- | ---- | ---- | ---- | ---- | ---- | ---- | ---- |
| Ціна, грн. | 40   | 60   | 80   | 100  | 110  | 150  | 230  | 300  | 330  | 400  | 390  | 360  | 360  | 580  | 740  | 700  |